# Robert Sánchez
Robert Lynch Sánchez (Cartagena, Murcia, 18 de novembre de 1997) és un futbolista espanyol que juga com a porter al Chelsea FC de la Premier League d'Anglaterra. És internacional amb la selecció espanyola.

## Trajectòria
Es va formar en els equips basa de l'EF Santa Ana (Cartagena) i del Cartagena FC. Va començar la seva carrera en les categories inferiors Llevant UE, per després fitxar pel Brighton & Hove Albion FC d'Anglaterra als quinze anys i on va signar el seu primer contracte professional al juny de 2015. Va renovar el seu contracte amb el club l'abril de 2018 per tres anys.
El juny de 2018 va ser enviat cedit al Forest Green Rovers FC per tota la temporada 2018-19, no obstant això, al gener de 2019 va ser tornat a cridar al primer equip.
El 24 de juliol de 2019 va ser enviat cedit al Rochdale AFC per a la temporada 2019-20.
Va tornar a Brighton per a la temporada 2020-21 i el primer de novembre de 2020 es va estrenar a la Premier League davant el Tottenham Hotspur FC

## Internacional
El 15 de març de 2021 va ser convocat per primera vegada per la selecció espanyola absoluta per a tres partits de classificació per al Mundial de 2022.
El 24 de maig de 2021 el seleccionador espanyol Luis Enrique Martínez el va convocar per disputar l'Eurocopa 2020, torneig posposat fins a 2021 a causa de la pandèmia per COVID-19.

## Estil de joc
En una entrevista va fer saber que els seus models a seguir són els porters espanyols Iker Casillas i David de Gea.